# Så lunka vi så småningom
"Så lunka vi så småningom" eller "Fredmans sång n:o 21" (ibland omnämnd som "Måltids-sång") är en visa av den svenska skalden Carl Michael Bellman. Den publicerades första gången 1791 i Fredmans sånger efter att ha författats några månader efter sonen Elis död 1787.  

## Bakgrund och teman
| Jean Fredman (vänster), jaget i visan av Carl Michael Bellman (höger). |  | Jean Fredman (vänster), jaget i visan av Carl Michael Bellman (höger). |
| Jean Fredman (vänster), jaget i visan av Carl Michael Bellman (höger). |  |                                                                        |

Carl Michael Bellman skrev visan mellan jul och nyår år 1787. 

### Dödsmotivet
Dödsmotivet i visan tros ha sitt ursprung från Bellmans näst äldste son Elis som dog några månader tidigare. Efter sonens död i smittkoppor under augusti hade Bellman redan skrivit vaggvisan Lille Carl.
Vistexten försöker bringa ljus i sorgen och presenterar sig till varje person var för sig – oavsett hög eller låg rang i samhället.
| Shakespeares Hamlet och Naumanns Gustaf Wasa, två liknande verk som kan ha påverkat Bellman under skrivprocessen. |  | Shakespeares Hamlet och Naumanns Gustaf Wasa, två liknande verk som kan ha påverkat Bellman under skrivprocessen. |
| Shakespeares Hamlet och Naumanns Gustaf Wasa, två liknande verk som kan ha påverkat Bellman under skrivprocessen. |  | |

Lars Lönnroth har betonat visans existentialistiska perspektiv och har jämfört vistexten med tonen i monologen i Hamlet. Detta förhindrade inte Bellman från att även ta upp det sedvanliga drinkandet och ständiga galghumorn.

## Musiken

### Operamusik
Musikologen Richard Engländer har ägnat visan särskilt intresse på grund av dess användning av ett nyckelavsnitt från Johann Gottlieb Naumanns opera Gustaf Wasa från 1786, nämligen kungens nattliga monolog i sitt tält, där han resonerar med sig själv omkring beslutet ska bli att kapitulera eller kämpa. Vid detta tillfälle håller danskarna hans mor som gisslan, så frågan är om han ska offra sin mor i sin fortsatta kamp?
Enligt Engländer förvandlade Bellman här de tydligt militära associationerna till en cynisk sång med ett tydligt trots emot döden. Det är samtidigt osäkert om Bellman tagit musiken från Naumanns opera.
Melodin är sjungen i 2/4-takt och har markerats som en marsch. Den är uppdelad i åtta strofer med vardera åtta versrader och en fyra rader lång refräng efter varje strof. Rimstrukturen för varje vers är ett alternerande ABAB-CDCD, medan refrängen följer mönstret EEFF.

### Andra artisters tolkningar
"Så lunka vi så småningom" har tolkats av bland andra Hootenanny Singers, Orphei Drängar, Martin Bagge, Aksel Schiøtz, Drottningholms kammarorkester, Anders Börje, Folke Sällström, Sven-Bertil Taube och Fred Åkerström. Den har översatts till engelska av Paul Britten Austin och spelats in av Martin Best med titeln "Away We Trot".

## Texten (i urval)
Så lunka vi så småningom

Från Bacchi buller och tumult,

När döden ropar, Granne kom,

Ditt timglas är nu fullt.

Du Gubbe fäll din krycka ner,

Och du, du Yngling, lyd min lag,

Den skönsta Nymph som åt dig ler

Inunder armen tag.

Tycker du at grafven är för djup,

Nå välan så tag dig då en sup,

Tag dig sen dito en, dito två, dito tre,

Så dör du nöjdare.

 

Säg är du nöjd? min granne säg,

Så prisa värden nu til slut;

Om vi ha en och samma väg,

Så följoms åt; drick ut.

Men först med vinet rödt och hvitt

För vår Värdinna bugom oss,

Och halkom sen i grafven fritt,

Vid aftonstjernans bloss.

Tycker du at grafven är för djup,

Nå välan så tag dig då en sup,

Tag dig sen dito en, dito två, dito tre,

Så dör du nöjdare.